# The Prime Time Players
The Prime Time Players fue un stable de lucha libre profesional compuesto por Titus O'Neil y Darren Young en la World Wrestling Entertainment, donde han logrado una vez el Campeonato en Parejas de la WWE. Como su mismo nombre sugiere, emplean un gimmick de atletas arrogantes y con su lema "Millions of Dollars" (Millones de dólares).

## Historia

### NXT Redemption

#### 2011-2012
O'Neil y Young fueron rivales inicialmente en NXT Redemption. O'Neil formaba equipo con Percy Watson en un feudo contra Young y su Pro Chavo Guerrero. El feudo se detuvo cuando Young fue suspendido y Chavo abandonó la empresa. El 16 de noviembre en NXT, Young regresó y atacó a O'Neil. En las semanas siguientes, Young derrotaría a O'Neil en dos combates por parejas, y el 18 de enero el feudo concluyó cuando O'Neil se impuso a Young en un combate sin descalificación. Tras el combate O'Neil cambió a heel, criticando duramente a su antiguo Pro Hornswoggle, a la audiencia y a NXT.
La semana siguiente, O'Neil intentó sin éxito en convencer a Watson a darle la espalda también al público. La negativa de Watson llevó a un ataque por parte de O'Neil y un combate entre ambos, en el que O'Neil derrotó a Watson, luego de la lucha O'Neil continuó atacándolo y Alex Riley intervino a favor de Watson. O'Neil formó una alianza con su anterior rival Darren Young, donde derrotaron a Watson y Riley en NXT, el 1 y el 29 de febrero. El 22 de febrero en NXT, O'Neil derrotó a Riley. El 7 de marzo, Watson derrotó a O'Neil en una revancha en NXT. Luego de este suceso, ambos iniciaron un feudo con The Usos.

### World Wrestling Entertainment

#### 2012

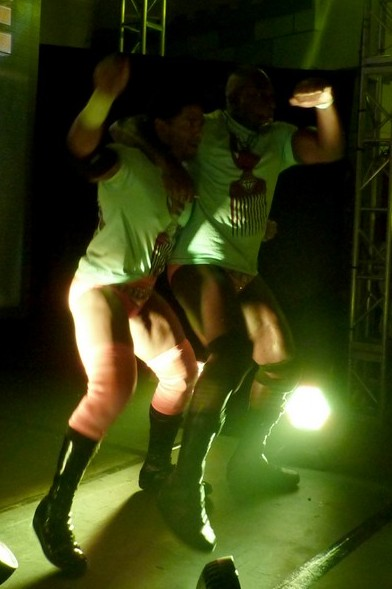
The Prime Time Players en noviembre de 2013.

El 18 de abril en NXT, se anunció que O'Neil y Young pasaban al plantel principal de la WWE. La misma semana debutaron en SmackDown con una victoria frente a The Usos. Iniciaron una racha de victorias que acabó el 18 de mayo en SmackDown, cuando cayeron ante los entonces Campeones en Parejas Kofi Kingston y R-Truth. El 1 de junio adoptaron oficialmente el nombre The Prime Time Players. En No Way Out, ganaron en un Fatal-4-Way por parejas para convertirse en los aspirantes al título en parejas, tras una ayuda de A. W., quien traicionó a Primo & Epico. El 16 de julio en Raw, retaron a los campeones pero perdieron la lucha.
Young y O'Neil lograron victorias individuales ante Kingston y R-Truth las semanas posteriores. El 10 de agosto en SmackDown, derrotaron a Primo y Epico en un combate de aspirantes al título por descalificación, cuando A. W. provocó a Kofi y R-Truth, quienes se encontraban en la mesa de comentaristas interfiriendo en el combate. El mismo día A. W. fue despedido de la WWE. En SummerSlam, lucharon contra los Campeones en Parejas Kofi y R-Truth, pero perdieron la lucha. El 7 de septiembre en SmackDown, se convirtieron de nuevo en aspirantes al título por parejas tras derrotar en un Triple Threat a Primo & Epico y The Usos, pero perdieron esta condición ante Kane y Daniel Bryan tres días más tarde en Raw. En Survivor Series, el equipo The Prime Time Players perdió en un traditional Survivor Series elimination match.

#### 2013-2014
En una entrevista publicada el 15 de agosto de 2013, Darren Young se declaró homosexual. El 19 de agosto en Raw, como consecuencia del apoyo de la afición y la directiva de WWE a Young, The Players cambiaron a faces. En el Kick-Off de Night of Champions, ganaron en un Tag Team Turmoil Match para retar a los Campeones en Parejas esa misma noche, donde no lograron derrotar a The Shield. En las siguientes semanas, iniciaron segmentos de carácter cómico entre bastidores. El 31 de enero de 2014 en SmackDown, sufrieron una derrota ante Ryback y Curtis Axel, donde O'Neil atacó a Young luego de la lucha, donde Young se lesionó disolviéndose el equipo.

#### 2015
El 16 de febrero en Raw, Young sufrió un ataque de parte de The Ascension, donde O'Neil intervino en el ataque, como reconciliación para reformarse como The Prime Time Players. El 23 de febrero en Raw, derrotaron a The Ascencion siendo la primera derrota de estos últimos en la WWE, y derrotándolos nuevamente el 14 de marzo en Main Event. En WrestleMania 31, participaron en el André the Giant Memorial Trophy, pero ninguno logró ganar siendo el vencedor The Big Show. Las semanas posteriores volvieron con los segmentos cómicos tras bastidores, burlándose de los Campeones The New Day, The Ascensión, Los Matadores y Tyson Kidd & Cesaro. Fueron confirmados para participar en el Tag Team Elimination Chamber Match de Elimination Chamber, donde no pudieron ganar siendo los últimos en ser derrotados por los Campeones The New Day. La semana siguiente en SmackDown, derrotaron en un Tag Team Triple Threat match a The Lucha Dragons y The Ascension para convertirse en retadores al Campeonato en Parejas. En Money in the Bank, donde derrotaron a The New Day convirtiéndose por primera vez en Campeones en Parejas de la WWE.
El 19 de junio en Main Event derrotaron a The Ascension en una lucha no titular.
El 22 de junio en Raw volvieron a derrotar a The Ascension vía pinfall.
El 26 de junio en SmackDown derrotaron a the New Day y Bo Dallas junto a the Lucha Dragons.
El 20 de julio en Raw fueron derrotados por los Matadores por una intervención de The New Day
Aunque ambos luchadores competían de manera normal y sin rivalidad alguna, no volvieron a juntarse como equipo. El 17 de junio en un combate tag team acompañados de Bob Backlund O'Neil le aplicó un Clash of de titus por un inconveniente.

## En lucha
- Movimientos finales
  - Ghetto Blaster (combo Backbreaker Hold + Diving Elbow Drop)

- Movimientos de firma
  - Double Shoulder Block
  - O'Neil realizando un Inverted Suplex Slam a Young sobre un oponente en el suelo
  - Combo Vertical Suplex Lift + patada a la zona media del oponente

- Apodos
  - "The Big Deal" / "The Real Deal" (O'Neil)
  - "Mr. No Days Off" (Young)

- Managers
- A.W.

## Campeonatos y logros
- WWE
  - WWE Tag Team Championship (1 vez)